# Villafruela
Villafruela – gmina w Hiszpanii, w prowincji Burgos, w Kastylii i León, o powierzchni 52,01 km². W 2011 roku gmina liczyła 224 mieszkańców.